# Виљем Шекспир
Виљем Шекспир (енгл. William Shakespeare; Стратфорд на Ејвону, кршт. 26. април 1564 — Стратфорд на Ејвону, 23. април 1616) био је енглески песник и драмски писац. Он се, према више различитих извора, сматра за највећег писца на енглеском језику и драматурга светског гласа.
Опус Шекспирових дела која су сачувана до данас састоји се од 38 позоришних комада, 154 сонета, две дуге наративне и неколико других поема. Његови позоришни комади су преведени на многе живе језике и приказују се свуда у свету чешће него било који други.
Шекспир је рођен и одрастао у Стратфорду на Ејвону. Кад је имао 18 година, венчао се са Ен Хатавеј (енгл. Anne Hathaway), која му је родила троје деце: Сузан и близанце Хамлета и Џудит. Између 1585. и 1592. започео је успешну каријеру у Лондону као глумац, писац и сувласник глумачке дружине „Људи лорда Чемберлена“, касније познатију као „Краљеви људи“. Вратио се у Стратфорд вероватно око 1613. где је умро три године касније. Мало писаних сведочанстава је остало о Шекспировом приватном животу, те постоје многобројна нагађања око његове сексуалности, верских убеђења и да ли су дела која му се приписују стварно његова.
Шекспир је највећи део свог опуса написао између 1590. и 1613. Његова рана дела су углавном комедије и историје, родови које је он уздигао до савршенства до краја 16. века. Затим је писао трагедије до отприлике 1608. У том периоду су настали „Хамлет“, „Краљ Лир“ и „Магбет“, позоришни комади који се убрајају у најбоље позоришне комаде на енглеском језику. У свом позном периоду писао је трагикомедије и сарађивао са осталим драмским писцима. Многа од његових дела су била објављена још за његовог живота у издањима различитог квалитета и тачности. Године 1623, двојица његових колега објавила су „Први фолио“, збирку његових драмских дела која су укључивала све осим две драме које су у новије време признате као Шекспирове.
Шекспир је био угледан песник и позоришни писац још за живота, али његова репутација није достигла данашње размере пре 19. века. Романтичари су нарочито истицали Шекспирову генијалност, а викторијанци су га славили готово као идола. Од 20. века, Шекспирова дела се стално приказују у различитим културним и политичким контекстима широм света.

## Име
Извори на српском језику Шекспира наводе под више идентичних имена — Вилијам, Вилијем и Виљем. Ипак, сви једнако преносе његово презиме, које само по себи представља укорењен облик. Према савременом енглеском изговору, на којем су базирана правила транскрипције имена из овог језика, пренос презимена Shakespeare  био би Шејкспир. Да је облик укорењен, показује речник дат уз Правопис српскога језика Матице српске издат 2010. Књига на страни 505. наводи: Шекспир (енгл. Shakespeare). То значи да ће свако са овим презименом у српском бити Шекспир, а не Шејкспир.
Транскрипција имена је, пак, сложенија. Примера ради, издавачка кућа Лагуна у својим издањима употребљава облик Вилијам. Исти облик употребљава и проф. др Зона Мркаљ, професорка методике наставе књижевности и српског језика на Филолошком факултету у Београду и аутор књиге Колико познајеш књижевност?.
Облик Вилијем употребљава Читанка са књижевнотеоријским појмовима за први разред гимназије коју је 2011. у Београду издао Завод за уџбенике. Књигу је одобрио Просветни савет Републике Србије. Иста издавачка кућа у лектири (књигама одређеним по наставном плану) користи облик Виљем. Вилијем користе и Делфи књижаре. Први облик користе још и Еврођунти, дечја издавачка кућа ЈРЈ и други. Јотовани облик Виљем сем ЗУНС-а у лектири користе првенствено старији издавачи — Српска књижевна задруга, Књиге за школу, Књига-комерц, Култура Београд...
Нормативистички гледано, системска транскрипција (систем преузет из транскрипционих речника Твртка Прћића) према изговору  била би Вил(и)јам. Међутим, Правопис српскога језика на страни 280. наводи: Вилијем (енгл. William), боље него трад. Виљем (осим за личности које су се у том облику одраније усталиле у срп. култури). Дакле, савремени носиоци овог имена требало би да носе име Вилијем, док би историјски појединци носили јотовани облик Виљем. У конкретном случају, овоме се придодаје и одредница мало испод претходно поменуте: Виљем (Шекспир), в. Вилијем. Није јасно да ли Правопис нормира Виљем (Шекспир) као традиционални и уобичајени облик, или сугерише да би би ипак било боље Вилијам (односно Вилијем).

## Биографија

### Младост
Виљем Шекспир је био син Џона Шекспира, успешног рукавичара родом из Снитерфилда, и Мери Арден, кћерке угледног земљопоседника. Рођен у Стратфорду на Ејвону, а крштен је 26. априла 1564. Сматра се да је рођен 23. априла на дан св. Ђорђа. Био је треће од осморо деце и најстарији преживели син.
Иако не постоје писани докази о овом периоду, већина биографа се слаже да је Шекспир ишао у основну школу у Стратфорду, 1553. године, која је била бесплатна, на око пола миље од куће. Не зна се у којој мери су основне школе биле квалитетне у елизабетанско доба, али се зна да је у овој школи Шекспир добио солидно знање из латинске граматике и литературе. Кад је напунио 18 година, Шекспир се оженио са Ен Хатавеј која је тад имала 26 година. Дозвола за венчање је издата 27. новембра 1582. Два суседа Хетвеја су гарантовала да није било разлога који би могли да онемогуће то венчање. Венчање се вероватно одржало на брзину, јер је вустерски званичник дозволио да се брачни завети прочитају само једном уместо три пута како је то тад био обичај. Анина трудноћа је могла да буде разлог за то. Шест месеци касније, родила је кћерку, Сузану, која је крштена 26. маја 1583. Близанци, Хамлет и Џудит, родили су се две године касније и били су крштени 2. фебруара 1585. Хамлет је умро из непознатих разлога кад је имао 11 година и сахрањен је 11. августа 1596.
Након рођења близанаца, има веома мало писаних података о Шекспиру све до 1592. године, када се помиње као члан Лондонског позоришта. Овај непознати део Шекспировог живота између 1585. и 1592. стручњаци називају Шекспировим „изгубљеним годинама“. Биографи, покушавајући да расветле овај период Шекспировог живота, наишли су на многе апокрифне приче. Николас Роу (енгл. Nicholas Rowe), Шекспиров први биограф, наишао је на причу да је Шекспир морао да побегне из града за Лондон јер су га гонили због ловокрађе јелена. Друга прича из 18. века је била да је Шекспир започео своју позоришну каријеру тимарећи коње власника позоришта у Лондону. Џон Обри је нашао податак да је Шекспир био сеоски учитељ. Неки стручњаци из 20. века сматрају да је Шекспир вероватно радио као учитељ за Александра Хогтона из Ланкашира, католичког земљопоседника који је навео извесног Вилијема Шејкшафта у свом тестаменту. Међутим, не постоје сигурни докази да су те приче истините.

### Лондон и позоришна каријера
Не зна се када је тачно Шекспир почео да пише, али алузије савременика и белешке о представама показују да је неколико његових позоришних комада било на сцени пре 1592. године. Био је довољно познат у Лондону да би га у новинама напао други драматург, Роберт Грин.
Гринов напад је прво помињање Шекспира као драматурга. Биографи претпостављају да је прве кораке у позоришту могао да направи у било ком тренутку између 1580. и Гриновог напада. Од 1594. Шекспирови позоришни комади су се приказивали само у извођењу „Људи лорда Чемберлена“, глумачке дружине чији су власници били неколико глумаца међу којима је био и Шекспир, која је ускоро постала водећа глумачка дружина у Лондону. Након смрти краљице Елизабете 1603. године, дружину ће под заштиту узети сам краљ, а сама дружина ће онда променити име у „Краљеви људи“.
Године 1599. неколико глумаца из дружине подигли су своје сопствено позориште на јужној обали Темзе и назвали га Глоуб (енгл. Globe), тј. Глобус. Године 1608. иста група глумаца је купила позориште Блекфрајерс индор. Документи о Шекспировим куповинама и инвестицијама говоре да се он прилично обогатио са овом дружином. Године 1597. купио је другу по величини кућу у Стратфорду, а 1605. је уложио новац у парохију у Стратфорду.
Неки од Шекспирових позоришних комада били су објављени у кварто издањима из 1594. До 1598. његово име је почело да се појављује на насловним странама и било је оно што је привлачило публику. Шекспир је наставио да глуми у својим и туђим позоришним комадима и након постигнутог успеха као драматург. Бен Џонсон у својим Радовима из 1616. године га помиње као глумца у неколико својих дела. Међутим, 1605. његово име се више не налази на листама Џонсонових глумаца, тако да биографи узимају ту годину као годину кад је Шекспир престао да се бави глумом. Први фолио из 1623. године, међутим наводи Шекспира као „главног глумца у овим позоришним комадима“, иако се не зна тачно које је улоге имао. Године 1610, Џон Дејвис из Херфорда је написао да је „добри Вил“ одиграо „краљевски своју улогу“. Године 1609. Роу је тврдио да је Шекспир играо духа Хамлетовог оца. Касније приче тврде да је такође играо Адама у „Како вам драго“ и хор у „Хенрију V“ иако стручњаци сумњају у тачност ове информације.
Шекспир је током своје позоришне каријере живео између Лондона и Стратфорда. Године 1596. Шекспир је живео у парохији св. Хелене, Бишопсгејту, северно од Темзе. До 1599. преселио се у Саутварк, када је његова дружина изградила Глоуб. Године 1604, опет се преселио северно од реке, у зону Катедрале св. Павла где је било много лепих кућа. Тамо је изнајмљивао собу од француског хугенота, Кристофера Монтжоја који је правио перике и другу опрему.

### Позне године и смрт
Након 1606—7. године, Шекспир је написао нешто мање позоришних комада и ниједан од тих комада му није био приписан након 1613. Његова последња три комада била су колаборације, вероватно са Џоном Флечером, који га је наследио на месту драматурга у позоришту Краљеви људи. Роу је био први биограф који је одбацио традиционално мишљење да се Шекспир повукао у Стратфорд неколико година пре своје смрти, али повлачење од било каквог рада у то доба је била права реткост, и Шекспир је наставио да и даље одлази повремено у Лондон. Године 1612. позван је на суд у својству сведока у процесу бракоразводне парнице Монтжојеве кћерке, Мери. У марту 1613. године, купио је кућу у парохији Блекфријарс, а од новембра 1614. био је у Лондону неколико недеља са својим зетом, Џоном Холом.
Шекспир је умро 23. априла 1616. и за собом оставио своју жену и две кћерке. Сузана се удала за доктора Џона Хола, 1607. године, а Џудит за Томаса Кинија, винара, два месеца пре него што је Шекспир умро.
У свом тестаменту, Шекспир је оставио велики део свог имања својој старијој кћерци, Сузани. Услов је био да га она пренесе на свог прворођеног сина. Кинијеви су имали троје деце и све троје је умрло. Холови су имали једну кћерку, Елизабет, која се удала два пута али је умрла без деце 1670. године, чиме се директна линија Шекспирових угасила. Шекспиров тестамент скоро да и не помиње његову жену, Ану, која је вероватно имала право на трећину наследства.
Шекспир је био сахрањен у Цркви св. Тројства два дана након што је умро. Нешто пре 1623. године подигнут му је споменик на северном зиду. На посветној плочи се пореди са Нестором, Вергилијем и Сократом.

## Позориште
Постоје четири периода у Шекспировој стваралачкој каријери. До 1590. писао је углавном комедије под утицајем римских и италијанских узора и историјске драме базиране на народној традицији. Други период је почео око 1595. са трагедијом Ромео и Јулија и завршио се 1599. са Јулијем Цезаром. Током овог периода, написао је оно што се сматра његовим најбољим делима. Од отприлике 1600. до 1608. Шекспир је углавном писао само трагедије и овај период се назива његовим „трагичним периодом“. Од 1608. до 1613. писао је трагикомедије које се још зову и романсе.
Прва забележена дела су Ричард III и три прва дела Хенрија VI, које су написане почетком деведесетих година 16. века. Веома је тешко одредити тачан датум настанка Шекспирових комада.</ref> Стручњаци сматрају да Тит Андроник, Комедија неспоразума, Укроћена горопад и Два племића из Вероне такође припадају овом периоду. Његове историјске драме које су доста црпеле теме из „Хронике Енглеске, Шкотске и Ирске“ аутора Рафаела Холиншеда из 1587, драматизују корумпирану владавину и тумаче се као оправдање порекла династије Тјудор. Композиција ових дела је била под утицајем елизабетанских драматурга, нарочито Томаса Кида и Кристофера Марлоуа, као и средњовековном драмом и Сенекиним позоришним делима. Комедија неспоразума је базирана на класичним моделима, док се извори за Укроћену горопад нису нашли, иако је повезана са другом, истоименом драмом и могуће је да је настала на основу народне приче. Као и Два племића из Вероне, у којој се појављују два пријатеља која одобравају силовање, такође и прича о укроћењу независног женског духа од стране мушкарца понекад забрињава модерне критичаре и редитеље.
Шекспирове ране класичне и комедије под италијанским утицајем са дуплим заплетима и јасним комичним секвенцама биле су претходница романтичној атмосфери његових најбољих комедија. Сан летње ноћи је домишљата мешавина љубавне приче, магије, и комичних сцена у којима учествују људи из нижих слојева. Шекспирова следећа комедија, Млетачки трговац, садржи портрет осветољубивог позајмљивача новца, Јеврејина Шајлока, која представља сведочење о елизабетанској ери, али која у исто време модерној публици може изгледати расистичка. Домишљатост и игре речи у „Много буке ни око чега“, шармантна рурална сцена у „Како вам драго“, и живописно проводаџисање у „Богојављенској ноћи“, заокружују Шекспиров циклус великих комедија.
Након лирског „Ричарда II“, написаног готово у потпуности у стиху, Шекспир уводи прозну комедију у историјске драме у касним деведесетим 16. века (Хенри IV, први и други део и Хенри V). Његови ликови постају комплекснији и осећајнији, комичне и озбиљне сцене се смењују, проза и поезија такође, чиме постиже наративну разноврсност свог зрелог доба. Овај период почиње и завршава се са две трагедије: „Ромео и Јулија“, чувена романтична трагедија и „Јулије Цезар“, базирана на преводу Плутархових Паралелних живота из 1579, који је урадио сир Томас Норт, и којом је увео нову врсту драме.
Шекспиров такозвани „трагични период“ трајао је од 1600. до 1608. године мада је такође писао и тзв. „проблематичне комаде“ — Равном мером, Троил и Кресида, Све је добро што се добро сврши — током овог периода, а такође је писао трагедије и раније. Многи критичари верују да Шекспирове најбоље трагедије представљају уједно и врхунац његове списатељске умешности. Јунак прве његове трагедије, Хамлет, био је предмет дискусија више него било који други Шекспиров лик, вероватно због свог монолога: „Бити или не бити, питање је сад“. За разлику од интровертног Хамлета, чији је фатални усуд његова неодлучност, јунаци следећих трагедија, Отело и Краљ Лир, налазе своју пропаст у исхитреним судовима који се на крају показују као погрешни. Заплети у Шекспировим трагедијама се често заснивају на фаталним грешкама и усудима који поремете нормалан след догађаја и униште јунака и оне које воли. У „Отелу“, злобни Јаго подбада Отелову љубомору до те мере да Отело на крају убија своју невину супругу која га воли. У „Краљу Лиру“, стари краљ починио је трагичну грешку кад се одрекао свих права и на тај начин проузрокује сцене које воде директно ка убиству његове кћерке и мучењу слепог војводе од Глостера. Према критичару Франку Кермоду, „драма својом суровошћу мучи и своје ликове и публику.“ У Магбету, најкраћој и најнабијенијој трагедији, неконтролисани напад амбиције подстиче Магбета и његову жену, леди Магбет да убију краља и узурпирају престо, да би их на крају уништио осећај гриже савести. У овом комаду, Шекспир трагичној структури додаје и натприродни елеменат. Његове последње велике трагедије, „Антоније и Клеопатра“ и „Кориолан“, садрже неке од најбољих Шекспирових стихова, а Т. С. Елиот, песник и критичар, сматра их Шекспировим најуспешнијим трагедијама.
У свом последњем периоду, Шекспир је писао љубавне драме или трагикомедије и из тог периода датирају три важнија позоришна комада: „Цимберин“, „Зимска прича“ и „Бура“, као и драма у којој се појављује као коаутор: „Перикле, тирски принц“. Мање црне трагедије, ова четири позоришна комада су озбиљнијег тона него оне из деведесетих година 16. века, али завршавају се помирењем и опроштајем потенцијално трагичних грешака. Неки критичари виде промену тона као доказ смиренијег погледа на свет, али то није могло много да утиче на моду у позоришту тог доба. Шекспир је сарађивао у друга два позоришна комада, „Хенри VIII“ и „Два племенита рођака“, (енгл. The Two Noble Kinsmen) вероватно са Џоном Флечером.

### Представе
Није сасвим јасно за које глумачке дружине је Шекспир написао своје прве позоришне комаде. Насловна страна издања „Тита Андроника“ из 1594. године открива нам да су ту драму изводиле три различите глумачке трупе. Након куге која је харала између 1592. и 1593, Шекспирове комаде је изводила његова сопствена дружина у позориштима у Шордичу северно од Темзе. Лондонци су хрлили тамо да виде први део „Хенрија IV“. Кад је избио сукоб са газдом позоришта, дружина је срушила позориште Театар и од остатака направила Глоб театар, прво позориште које су глумци направили за глумце на јужној обали Темзе у Саутварку. Глоб се отворио у јесен 1599. године, а прва представа која је била приказана био је Јулије Цезар. Многи Шекспирови веома познати комади су писани баш за Глоб театар, као нпр. „Хамлет“, „Отело“ и „Краљ Лир“.
Пошто су Људи лорда Чемберлена променили име у Краљеви људи 1603, успоставили су специјалан однос са новим краљем Џејмсом. Иако нема много писаних сведочанстава о представама, Краљеви људи су изводили седам Шекспирових комада на двору између 1. новембра 1604. и 31. октобра 1605. године, укључујући две представе Млетачког трговца. Након 1608. године, играли су зими у затвореном Блекфријарс театру, а лети у Глоб театру. Затворена сцена комбинована са јакобском модом тешких костима, дозволила је Шекспиру да уведе савршеније сценске направе. У Цимбелину, на пример, Јупитер се спушта с неба уз громове и муње, јашући на орлу: баца муњу и духови падају на колена.
Шекспировој глумачкој дружини припадали су и Ричард Бербиџ, Вилијем Кемп, Хенри Кондеч и Џон Хемингес. Бербиџ је играо главне улоге на премијерама многих Шекспирових дела, укључујући Ричарда III, Хамлета, Отела и Краља Лира. Популарни комичар Вил Кемп играо је слугу Питера у „Ромеу и Јулији“, а у „Много буке ни око чега“ играо је Догберија. На преласку из 16. у 17. столеће, заменио га је Роберт Армин, који је играо ликове као што су Тачстоун у „Како вам драго“, и луде у „Краљу Лиру“. Године 1613. сер Хенри Вотон је забележио да је Хенри VIII „био постављен у изузетним условима са пуно помпе и церемонијалности“. Дана 29. јуна избио је пожар у ком је Глоб био уништен до темеља.

### Трагедије
Сва Шекспирова дела су преведена на српски.
1. Ромео и Јулија (Romeo and Juliet; 1593)
2. Тит Андроник (Titus Andronicus; 1594)
3. Јулије Цезар (Julius Caesar) (1599)
4. Троил и Кресида (Troilus and Cressida; 1601—1602)
5. Хамлет (Hamlet) (1602)
6. Отело (Othello) (1604)
7. Краљ Лир (King Lear; 1605)
8. Магбет (Macbeth; 1606)
9. Антоније и Клеопатра (Antony and Cleopatra; 1607)
10. Кориолан (Coriolanus; 1608)
11. Тимон Атињанин (1608)

### Комедије
1. Узалудни љубавни труд (Love's Labour's Lost; 1590)
2. Два племића из Вероне (The Two Gentlmen of Verona; 1591)
3. Комедија неспоразума (The Comedy of Errors; 1593—1594)
4. Сан летње ноћи (A Midsummer Night's Dream; 1594)
5. Млетачки трговац (The Merchant of Venice; 1595)
6. Укроћена горопад (The Taming of the Shrew; 1596)
7. Много вике ни око чега (Much Ado About Nothing; 1599)
8. Веселе жене виндзорске (The Merry Wives of Windsor; 1599)
9. Богојављенска ноћ (Twelfth Night; 1599—1600)
10. Како вам драго (As You Like It; 1600)
11. Све је добро што се добро сврши (All's Well That Ends Well; 1602—1604)
12. Равном мером (Measure for measure; 1604)
13. Перикле (1608)
14. Цимбелин (Cymbeline; 1610)
15. Зимска прича (The Winter's Tale; 1610)
16. Бура (1611)

### Историјске драме
1. Хенри VI, део први (1591)
2. Хенри VI, део други (1591)
3. Хенри VI, део трећи (1591)
4. Ричард III (1593)
5. Ричард II (1594)
6. Краљ Џон (1594)
7. Хенри IV, део први (1596—1597)
8. Хенри IV, део други (1596—1597)
9. Хенри V (1599)
10. Хенри VIII (1612)

### Песме
1. Сонети - (писани између 1595—1599, објављени 1609)
2. Венера и Адон (Venus and Adonis; 1593)
3. Отмица Лукреције (The Rape of Lucrece; 1594)
4. Страствени ходочасник (The Passionate Pilgrim)